# Łysa Góra (Pasmo Bliźniaków)
Łysa Góra (548,5 m) – szczyt w Beskidzie Małym. Znajduje się w najdalej na północ wysuniętym jego paśmie, tzw. Paśmie Bliźniaków, ciągnącym się od doliny Wieprzówki w Andrychowie po dolinę Skawy na wschodzie. Łysa Góra znajduje się we wschodniej części tego pasma pomiędzy Przełęczą im. Czesława Panczakiewicza (506 m) a Iłowcem (465 m). Jej południowe stoki opadają do doliny Ponikiewki w miejscowości Ponikiew, północne na równinne tereny miejscowości Zawadka.
Nazwa szczytu pochodzi od tego, że kiedyś był on „łysy” – jego stoki były niemal całkowicie bezleśne, zajęte przez pola uprawne miejscowości Ponikiew. Obecnie są znacznie bardziej lesiste, nadal jednak na grzbiecie Łysa Polana – Iłowiec znajdują się jeszcze niewielkie polanki i kośne łąki, z których roztaczają się widoki na południe i wschód. Po zachodniej stronie szczytu Łysej Góry znajduje się biwakowa polanka z miejscem na ognisko, niżej kapliczka ks. Stanisława Waltera z Choczni. Od 2005 roku przy kapliczce tej odprawiane są nabożeństwa majowe, na które przybywają ludzie z Zawadki, Wadowic i Ponikwi oraz innych okolicznych miejscowości.
Przez Łysą Górę biegnie granica między wsiami Zawadka i Ponikiew w województwie małopolskim, powiecie wadowickim, w gminie Wadowice.
Piesze szlaki turystyczne
 Inwałd – Wapiennica – Przykraźń – Panienka – Kłokocznik – Giermotka – Bliźniaki – Przełęcz im. Czesława Pankiewicza – Łysa Góra – Iłowiec – Gorzeń.